# Alfons Cucó i Giner
Alfons Cucó i Giner (València, 19 de juliol de 1941 - València, 26 d'octubre de 2002) fou un historiador i polític valencià.
El 1960 va ser cap de les joventuts de Lo Rat Penat. Fou professor de la Universitat de València el 1967, on es doctorà en Filosofia i Lletres el 1970. Quan el 1996 deixà la política, va ser catedràtic d'Història Contemporània a la Universitat de València i senador per València entre 1979 i 1996. El 1971 fou un dels organitzadors del Primer Congrés d'Història del País Valencià.

## Política
Alfons Cucó fou un dels fundadors del Partit Socialista Valencià el 1962, i del seu successor, el Partit Socialista del País Valencià el 1974, i durant l'escissió que, abans de les eleccions del 1977 va protagonitzar un sector del partit (que s'anomenà Unitat Socialista del País Valencià) per coalitzar-se amb el Partit Socialista Popular que encapçalava a Madrid Enrique Tierno Galván i al País Valencià Manuel Sánchez Ayuso, va respectar els pactes amb el Moviment Comunista del País Valencià i el Partit Carlí del País Valencià i es presentà en la candidatura anomenada Bloc d'Esquerres per l'Autonomia i el Socialisme. Després d'uns resultats minsos, va formar part del sector del PSPV que s'integrà al PSOE.
Per a les eleccions generals espanyoles de 1979 el PSPV es fusiona amb el PSOE, i Alfons Cucó es presenta al Senat. Va ser el senador amb més vots, perquè a més dels propis del PSOE, els sectors més nacionalistes varen proposar votar un candidat del PSPV-PSOE (el mateix Cucó), un del PCE-PCPV, Francesc Codonyer i un altre del Bloc d'Esquerres, Josep Vicent Marquès i González. Va obtenir la reelecció en les cinc primeres legislatures, és a dir, des del 1979 fins al 1996, quan trenca amb el PSOE.
Alfons Cucó es va integrar en la Plataforma Cívica Valencians pel Canvi, que el 2000 es presentà a les eleccions a les llistes del Bloc Nacionalista Valencià, i que més tard es consolidà com a espai de reflexió. Morí als 61 anys d'un càncer.
L'11 d'abril del 2003 es va presentar la "Càtedra Alfons Cucó de Reflexió Política Europea".

## Obra
- 1960: Lluernes tan sols (poesia)
- 1965: Aspectes de la política valenciana en el segle XIX
- 1967: El Congreso Sociológico Valenciano de 1883
- 1969: Sobre el radicalismo valenciano
- 1971: El valencianisme polític, 1874-1936. Catarroja: Afers. ISBN 84-86574-73-0
- 1975: Republicans i camperols revoltats (Premi Joan Fuster d'assaig, 1974)
- 1979: Sobre la ideologia blasquista
- 1989: País i Estat: la qüestió valenciana
- 1992: El pensament valencianista (1868-1939). Antologia (amb Ricard Blasco). Barcelona: La Magrana.
- 1995: El valor de la nació
- 1997: Llengua i política, cultura i nació
- 1998: Els confins d'Europa. Nacionalisme, geopolítica i drets humans de la Mediterrània oriental
- 1999: Nacionalismo y poder político: el escenario soviético
- 2002: Roig i blau: la transició democràtica valenciana. València: Tàndem.